# La spia in nero (film 1961)
La spia in nero (The Cat Burglar) è un film del 1961 diretto da William Witney.

## Trama
Jack Hogan, un ladro d'appartamento, si introduce nell'abitazione della giovane Nan Baker e si impadronisce delle poche cose di valore, o di presunto valore, che riesce a trovare: qualche gioiello e una valigetta contenente, fra le altre cose, un portadocumenti. Nan aveva ritirato i documenti in esso contenuti per conto del suo fidanzato Alan Sheridan, un faccendiere, che avrebbe dovuto consegnarli ai suoi due clienti che lo avevano ingaggiato per tale incarico. I due clienti risultano essere spie di una potenza straniera, e i documenti sono progetti di un segreto industriale. Alan è al corrente della situazione, ma Nan ne è ignara.
Nan e Alan, con l'aiuto di alcuni personaggi del sottobosco malavitoso della città, riescono a rintracciare la refurtiva, ma i documenti che Alan consegna infine alle spie risultano essere mancanti di alcuni fogli, che erano andati dispersi. Le spie intervengono a questo punto in prima persona – con una dose di violenza che sfocia anche in un omicidio -, nel tentativo di rintracciare i documenti mancanti. 
I fogli dispersi vengono infine recuperati fortuitamente da Jack che, resosi conto dell'importanza della situazione – egli fa pure l'ipotesi che coloro che cercano di recuperare i documenti siano spie -  e del possibile valore pecuniario dei documenti –, nel tentativo di sfruttare l'occasione ed estorcere una grossa somma di denaro dalla loro restituzione contatta l'incredula Nan che – all'oscuro della reale situazione – cade dalle nuvole, non capendo il perché dell'esosa richiesta. Alan dichiara infine a Nan di rivolgersi alla polizia, e si presenta da lei con due sedicenti poliziotti – sono in realtà le due spie – che le forniscono il denaro richiesto e la convincono a recarsi ad un appuntamento con Jack, col quale effettuare lo scambio e pagare il riscatto: dopo di che – dicono i falsi agenti – essi cattureranno Jack.
L'appuntamento è in una casa abbandonata. Nan, come da accordi con Jack, vi si reca da sola, col denaro, ma in realtà è seguita a distanza da Alan e dalle due spie, che si introducono non viste nell'edificio con l'intento di recuperare i documenti (e il denaro) e uccidere Jack. Avviene lo scambio. Ma in Nan, a seguito di alcune circostanze, era sorto il dubbio, ed infine la certezza, che i due non fossero poliziotti (il che la rendeva egualmente oggetto di possibile omicidio), e che Alan fosse pertanto connivente: incontratasi a tu per tu con Jack all'interno della casa, lo avverte della situazione. Con i documenti affidati a lei, che si defila, nello scontro a fuoco che segue rimangono uccisi Alan e una delle due spie, mentre la seconda spia e Jack, ferito, perdono la vita cadendo al suolo dai piani superiori mentre stanno lottando.
I documenti sono ora al sicuro, sottratti al trafugamento da parte del nemico. 

## Produzione
Il film fu prodotto dalla Robert E. Kent Productions (con il nome Harvard Film Corp.)

## Distribuzione
Distribuito dall'United Artists, uscì nelle sale cinematografiche USA nel luglio 1961. In Svezia, il film fu distribuito il 9 aprile 1962 con il titolo Farliga papper.